# Касури, Хуршид Махмуд
Хуршид Махмуд Касури (англ. Khurshid Mahmud Kasuri; род. 19 июня 1941, Лахор) — пакистанский государственный деятель. Был 23-м министром иностранных дел Пакистана.

## Биография
Родился 19 июня 1941 года в Лахоре. Окончил с отличием Университет Пенджаба в 1961 году. После получения диплома он отправился за границу для получения высшего образования. Хуршид Касури поступил в Кембриджский университет, а затем был принят в Оксфордский университет в аспирантуру на кафедру государственного управления и политологии. Затем он отправился во Францию где изучал французский язык в университете Сорбонна в Париже и в университете Ниццы. После окончания обучения Хуршид Махмуд Касури отправился в лекционный тур по США, где читал лекции в ведущих американских университетах по темам о Южной Азии и политике. С 2002 по 2007 год был министром иностранных дел Пакистана.

## Семья
Хуршид Касури принадлежит к одной из самых старых политических семей Пакистана. Он происходит из известной политической семьи Пенджаба: его дед Маулана Абдул Кадир Касури в колониальные времена был одним из руководителей партии Индийский национальный конгресс. Отец, Махмуд Али Касури, также был активным деятелем ИНК и был приговорён в 1930 году к четырём месяцам лишения свободы. Он также занимался политической деятельностью после получения страной независимости; в начале 1970-х годов Махмуд Али Касури на короткое время стал членом Кабинета министров при правлении Зульфикара Али Бхутто.